# 생산 공정 관리
생산 공정 관리(production process management)는 생산관리의 한 분야로, 앞선 생산계획에 따라 제품을 만들고 가공하는 공정과 발생하는 문제들을 통제하여 생산의 수율(yield)과 생산성(productivity) 향상을 목적으로 한다.
생산관리(production management)는 생산계획(production planning)과 생산공정관리(production process management)로, 두 분야로 구성되어 있다.
수율은 정상품질의 제품비율을 뜻하며(불량률의 반대 개념), 생산성은 단위시간동안 만들어내는 제품 수를 의미한다.
생산 공정 관리는 공장 또는 작업 현장에서 일(생산활동의 단위로 작업이라고도 함)과 자원(설비, 물류장비, 작업인력 등)의 관리를 최적으로 운영되도록 한다. 즉, 생산성을 높이기 위해 공장 내의 작업 흐름이 적체 현상이 없이 빠르게 진행되도록 하며, 수율 향상을 위해 자원이 최적으로 배치되고 정상적으로 작동되어 결품이 발생하지 않도록 한다.